# 경상북도의 박물관 목록
다음은 대한민국 경상북도에 있는 박물관과 미술관들이다.

## 국립박물관
| 박물관         | 주소                                             | 웹사이트 |
| -------------- | ------------------------------------------------ | -------- |
| 국립경주박물관 | 경상북도 경주시 일정로 186                       |          |
| 국립등대박물관 | 경상북도 포항시 남구 호미곶면 해맞이로150번길 20 |          |

## 공립박물관
| 박물관                 | 주소                                   | 웹사이트                         |
| ---------------------- | -------------------------------------- | -------------------------------- |
| 경산시립박물관         | 경상북도 경산시 박물관로 46            |                                  |
| 경상북도산림과학박물관 | 경상북도 안동시 도산면 퇴계로 2189     |                                  |
| 김천세계도자기박물관   | 경상북도 김천시 대항면 직지사길 118    |                                  |
| 대가야박물관           | 경상북도 고령군 대가야읍 대가야로 1203 |                                  |
| 독도박물관             | 경상북도 울릉군 울릉읍 약수터길 90-17  |                                  |
| 문경석탄박물관         | 경상북도 문경시 가은읍 왕능길 112      |                                  |
| 상주박물관             | 경상북도 상주시 사벌면 경천로 684      | [ 깨진 링크 ( 과거 내용 찾기 ) ] |
| 상주자전거박물관       | 경상북도 상주시 용마로 415             | 보관됨 2014-04-07 - 웨이백 머신  |
| 소수박물관             | 경상북도 영주시 순흥면 소백로 2780     |                                  |
| 안동민속박물관         | 경상북도 안동시 민속촌길 13            |                                  |
| 영일민속박물관         | 경상북도 포항시 북구 흥해읍 한동로 51  |                                  |
| 옛길박물관             | 경상북도 문경시 문경읍 새재로 944      | [ 깨진 링크 ( 과거 내용 찾기 ) ] |
| 인동화석박물관         | 경상북도 김천시 대항면 작내로 770-14   |                                  |
| 전통문화콘텐츠박물관   | 경상북도 안동시 서동문로 203           | 보관됨 2014-03-06 - 웨이백 머신  |
| 청량산박물관           | 경상북도 봉화군 명호면 광석길 39       |                                  |
| 청송민속박물관         | 경상북도 청송군 청송읍 주왕산로 222    |                                  |
| 포항시립미술관         | 경상북도 포항시 북구 환호공원길 10     |                                  |

## 사립박물관
| 박물관                        | 주소                                              | 웹사이트 |
| ----------------------------- | ------------------------------------------------- | -------- |
| 경보화석박물관                | 경상북도 영덕군 남정면 동해대로 3763              |          |
| 경주오르골소리박물관          | 경상북도 경주시 서라벌대로 420                    |          |
| 경주테디베어박물관            | 경상북도 경주시 보문로 280-34 경주교원드림센터    |          |
| 금오민속박물관                | 경상북도 구미시 무을면 상무로 1227-8              |          |
| 러브캐슬                      | 경상북도 경주시 보불로 332                        |          |
| 손재림민속박물관              | 경상북도 경주시 태종로 791                        |          |
| 시안미술관                    | 경상북도 영천시 화산면 가래실로 364               |          |
| 신라역사과학관                | 경상북도 경주시 하동공예촌길 33                   |          |
| 안동소주전통음식박물관        | 경상북도 안동시 강남로 71-1                       |          |
| 영담한지미술관                | 경상북도 청도군 운문면 방음길 60                  |          |
| 우양미술관                    | 경상북도 경주시 보문로 484-7                      |          |
| 직지성보박물관                | 경상북도 김천시 대항면 직지사길 95                |          |
| 청도농기구박물관              | 경상북도 청도군 각남면 각남로 59 각남초등학교     |          |
| 포스코역사관                  | 경상북도 포항시 남구 동해안로 6261                |          |
| 하회세계탈박물관              | 경상북도 안동시 풍천면 전서로 206                 |          |
| 한국광고영상박물관            | 경상북도 경주시 산업로 3260                       |          |
| 한국국학진흥원 유교문화박물관 | 경상북도 안동시 도산면 퇴계로 1997 한국국학진흥원 |          |
| 향암미술관                    | 경상북도 울진군 온정면 백암온천로 1388            |          |

## 대학교 박물관
| 박물관                      | 주소                                | 웹사이트 |
| --------------------------- | ----------------------------------- | -------- |
| 경북과학대학 박물관         | 경상북도 칠곡군 기산면 지산로 634   |          |
| 경주대학교박물관            | 경상북도 경주시 태종로 188          |          |
| 대구가톨릭대학교역사·박물관 | 경상북도 경산시 하양읍 하양로 13-13 |          |
| 대구대학교중앙박물관        | 경상북도 경산시 진량읍 대구대로 201 |          |
| 대구한의대학교박물관        | 경상북도 경산시 한의대로 1          |          |
| 동국대학교경주박물관        | 경상북도 경주시 동대로 159          |          |
| 안동대학교박물관            | 경상북도 안동시 경동로 1375         |          |
| 영남대학교박물관            | 경상북도 경산시 대학로 292          |          |
| 위덕대학교박물관            | 경상북도 경주시 강동면 동해대로 261 |          |